# Leif Östberg
Leif Gustaf Östberg, född 16 november 1945 i Sollefteå församling i Västernorrlands län, död 20 mars 2018 i Helgums distrikt i Västernorrlands län, var en svensk militär.

## Biografi
Östberg avlade officersexamen vid Krigsskolan 1969 och utnämndes samma år till löjtnant i armén. Han befordrades till kapten 1972 och tjänstgjorde vid Norrlands trängregemente från 1972. Han befordrades till major 1980 och gjorde utlandstjänst i FN:s regi 1983. Han var chef för Utbildningssekretariatet vid Sollefteå garnison 1989–1991 och lärare vid Militärhögskolan 1991–1993. Han befordrades till överstelöjtnant 1993 och var 1993–2000 stabschef vid Norrlands trängkår. Under år 1998 var han tillförordnad chef för Norrlands trängkår.